# Buzuluk
Buzuluk è una città della Russia europea orientale (oblast' di Orenburg), situata sul fiume Samara poco oltre la confluenza in esso dei fiumi Buzuluk e Tok, circa 250 km in linea d'aria a nord-ovest del capoluogo Orenburg.
Analogamente a molte altre città della zona, fu fondata come avamposto militare nel XVIII secolo nella fase di penetrazione russa nell'Asia centrale. Buzuluk, in particolare, risale al 1736; lo status di città risale al 1781. È il capoluogo del Buzulukskij rajon.